# Рятю, Сеппо
Се́ппо Хенрик Ря́тю (фин. Seppo Henrik Räty; род. 27 апреля 1962, Хельсинки) — финский метатель копья. Чемпион мира 1987 года, трёхкратный призёр Олимпийских игр (1988, 1992 и 1996), многократный чемпион Финляндии. Один из самых известных финских копьеметателей.
Первый крупный успех спортсмена пришёлся на чемпионат мира 1987 года в Риме, где Рятю одержал победу с результатом 83 м 54 см. Однако через год на Олимпийских играх 1988 года в Сеуле близкий результат — 83,26 м — принёс Сеппо лишь бронзу; находившийся в отличной форме соотечественник Рятю Тапио Корьюс и только начинавший путь к славе чех Ян Железный метнули копьё за 84 метра.
В 1991 году на чемпионате мира в Токио Рятю снова уступил соотечественнику, на этот раз Киммо Киннунену.
На Олимпийских играх 1992 года в Барселоне Рятю был вновь вторым, уступив Яну Железному более трёх метров. Через четыре года Рятю принял участие уже в третьей своей Олимпиаде, в Атланте, где вновь завоевал медаль, на этот раз бронзовую, пропустив вперёд всё того же Железного и англичанина Стива Бакли.
В конце 1990-х годов Сеппо Рятю завершил карьеру.